# Goniothalamus macranthus
Goniothalamus macranthus este o specie de plante din genul Goniothalamus, familia Annonaceae. A fost descrisă pentru prima dată de Wilhelm Sulpiz Kurz, și a primit numele actual de la Jacob Gijsbert Boerlage. Conține o singură subspecie: G. m. brevipetalus.